# スプリングフィールド (原子力潜水艦)
|          |                                            |
| 艦歴     |                                            |
| 発注     | 1986年3月21日                              |
| 起工     | 1990年1月29日                              |
| 進水     | 1992年1月4日                               |
| 就役     | 1993年1月9日                               |
| その後   | 就役中                                     |
| 母港     | グアム アプラ港                            |
| 性能諸元 |                                            |
| 排水量   | 満載：6,927 トン、 基準：6,000 トン        |
| 全長     | 110.3 m (362 ft)                           |
| 全幅     | 10 m (33 ft)                               |
| 喫水     | 9.4 m (31 ft)                              |
| 最大速   | 水上25 kt (46 km/h)、 水中30+ kt (56 km/h) |
| 潜行深度 |                                            |
| 機関     | S6G reactor 1基                            |
| 乗員     | 士官12名、兵員98名                         |
| モットー |                                            |
|          |                                            |

スプリングフィールド(USS Springfield, SSN-761)は、アメリカ海軍のロサンゼルス級原子力潜水艦の50番艦。艦名はイリノイ州およびマサチューセッツ州のスプリングフィールドに因んで命名された。その名を持つ艦としてはクリーブランド級軽巡洋艦12番艦(CL-66)以来4隻目。本艦以前のスプリングフィールドはそれぞれ命名の由来が異なる。

## 艦歴
スプリングフィールドの建造は1986年3月21日にコネチカット州グロトンのジェネラル・ダイナミクス・エレクトリック・ボート社に発注され、1990年1月29日に起工した。1992年1月4日にリン・マーティンによって命名、進水し、1993年1月9日にリチャード・K・フォード艦長の指揮下就役した。スプリングフィールドはグロトンの海軍潜水艦基地を母港とした。
2004年中頃にスプリングフィールドはエレクトリック・ボートで広範囲オーバーホール及び近代化改修を開始した。通常の定期メンテナンスおよび補修に加え、新型の火器管制装置、ソナー、ミサイル発射装置および通信装置、リングレーザージャイロ慣性航法システムが装着され、隠密行動性の改良と機関室の改良が行われた。改修作業は2005年12月に完了した。
スプリングフィールドは2006年9月から2007年3月まで対テロ戦争の支援活動に従事した。2007年5月時点でスプリングフィールドは維持および近代化作業中である。
2022年3月21日、スプリングフィールドはグアム海軍基地に入港し、同基地を母港としている。
スプリングフィールドの現在の艦長はJohn P. Nilles中佐である。

## 受賞
2007年時点でスプリングフィールドは海外へ7回展開しており、2度の部隊賞および戦闘効率賞を受賞している。2003年にはアーレイ・バーク艦隊トロフィーを受賞し、近年も同賞にノミネートされた。また、スプリングフィールドは航法、エンジニアリング、医療、補給、ダメージ・コントロール、デッキ・シーマンシップなど様々な面で多数の賞を受賞している。